# Борщ з грибами
Борщ з гриба́ми — борщ, до складу якого входять гриби. Входить до української кухні. Традиційно на Різдво готують одну із 12 страв — пісний борщ з грибами. Також його готують на Маковея. Пісний борщ з грибами готують без м'яса, на основі грибного бульйону.

## Поширення
Найбільше поширений у лісових та лісостепових районах, де є традиція збирання і висушування грибів на зиму.

## Один з рецептів борщу з грибами
Продукти:
- олія — 1 ч. л.
- цибуля — 1/5шт
- гриби сушені — 10г
- морква — 1/5 шт.
- картопля − 1 шт., помідори − 10
- буряк — 70г
- капуста — 70г
- маслини — 20г
- борошно пшеничне — на кінчику ложки
- сметана — 1 ст. л.
- зелень петрушки — за смаком

## Галерея
- Набір продуктів для приготування борщу

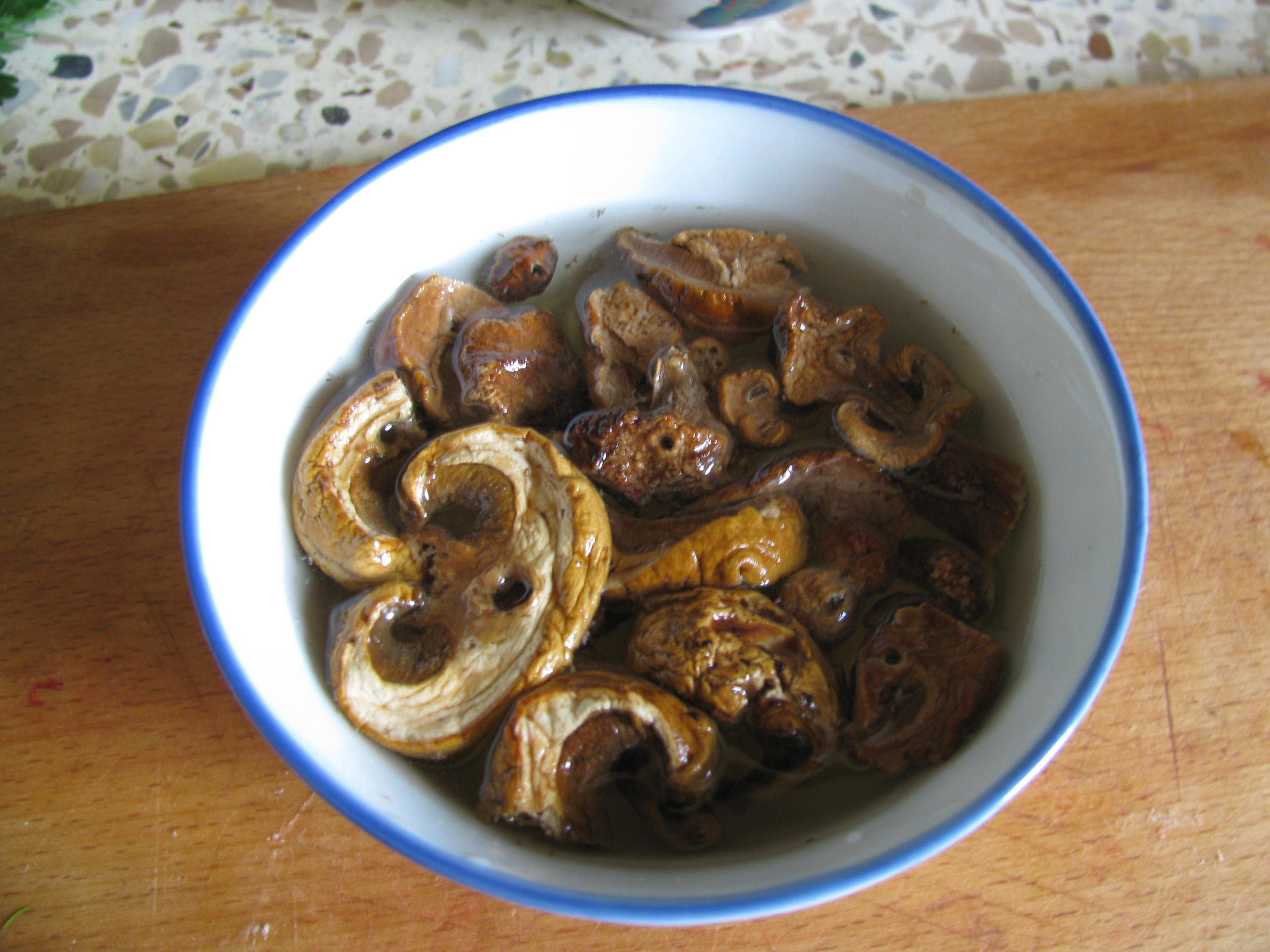
Розмочування сушених грибів
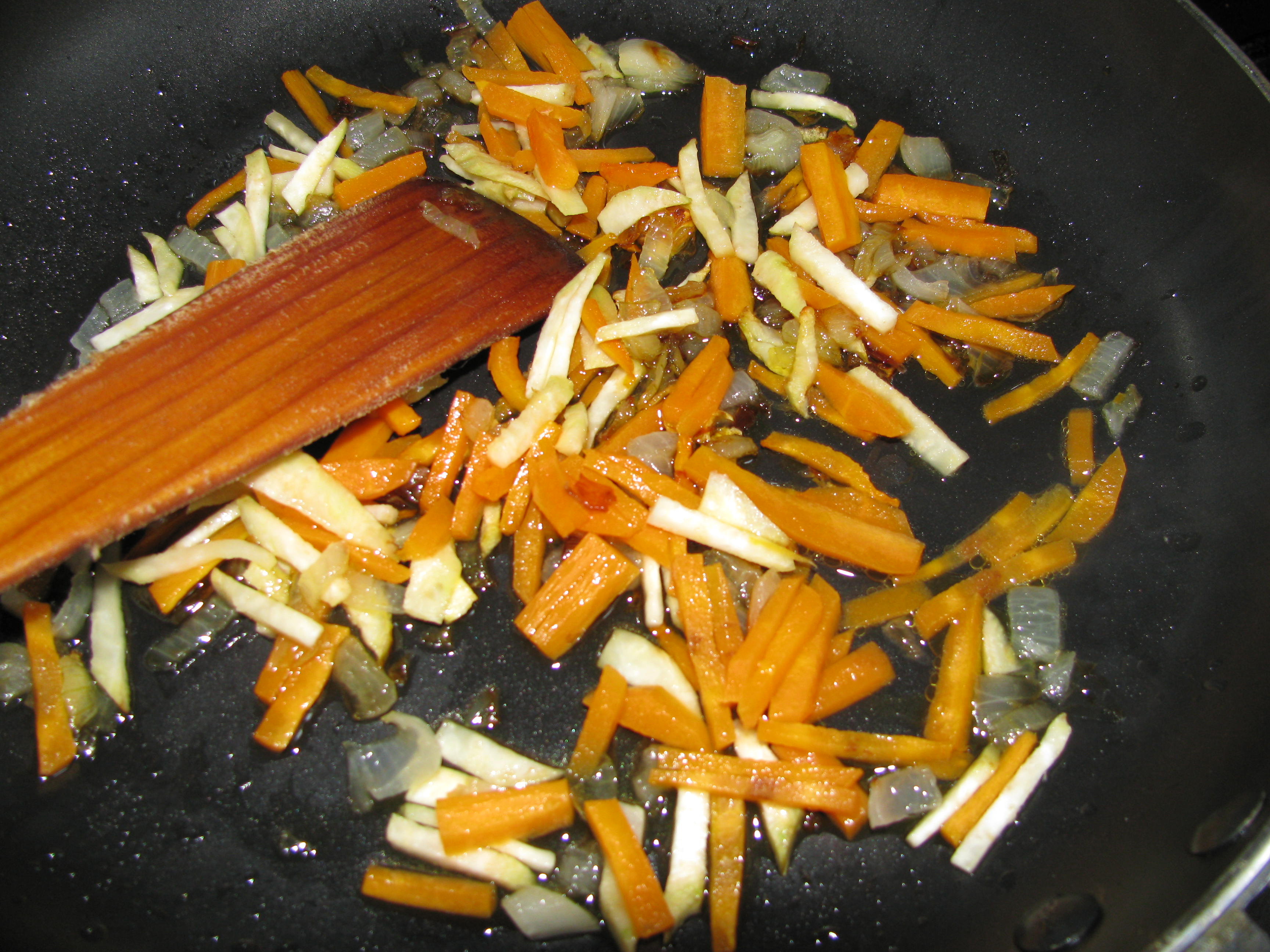
Пасерування овочів
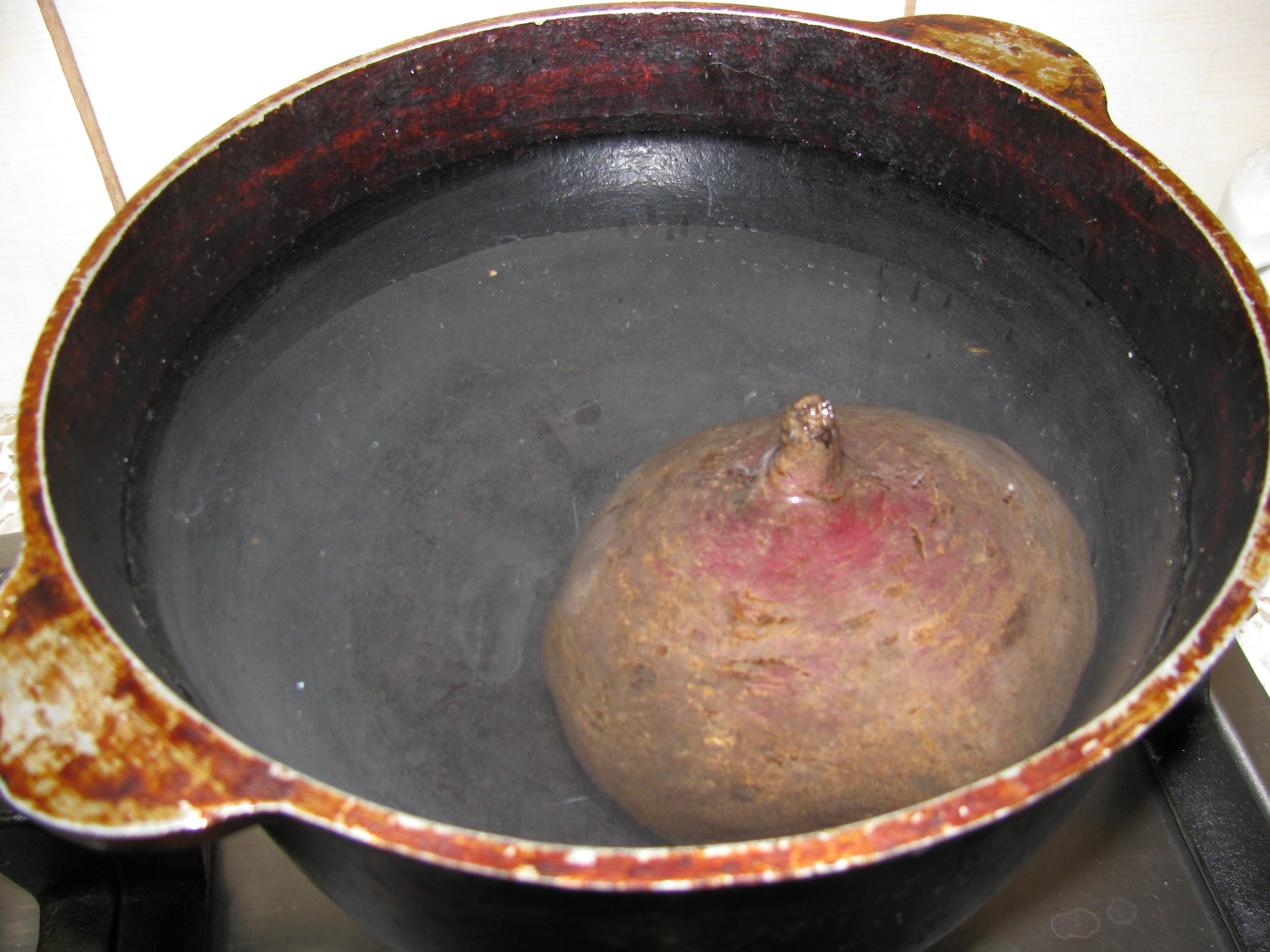
Відварювання буряка ‎
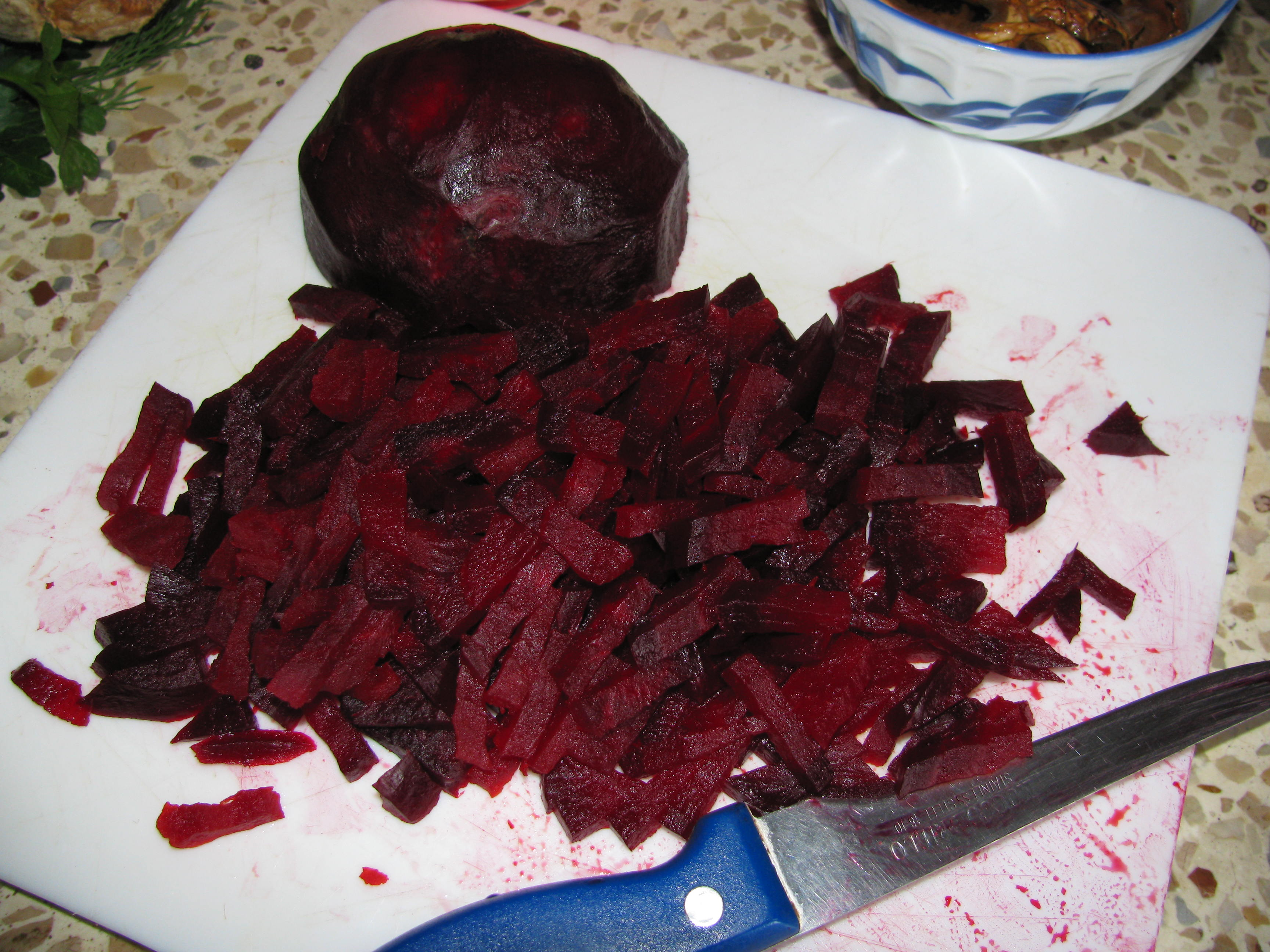
Шаткований столовий буряк
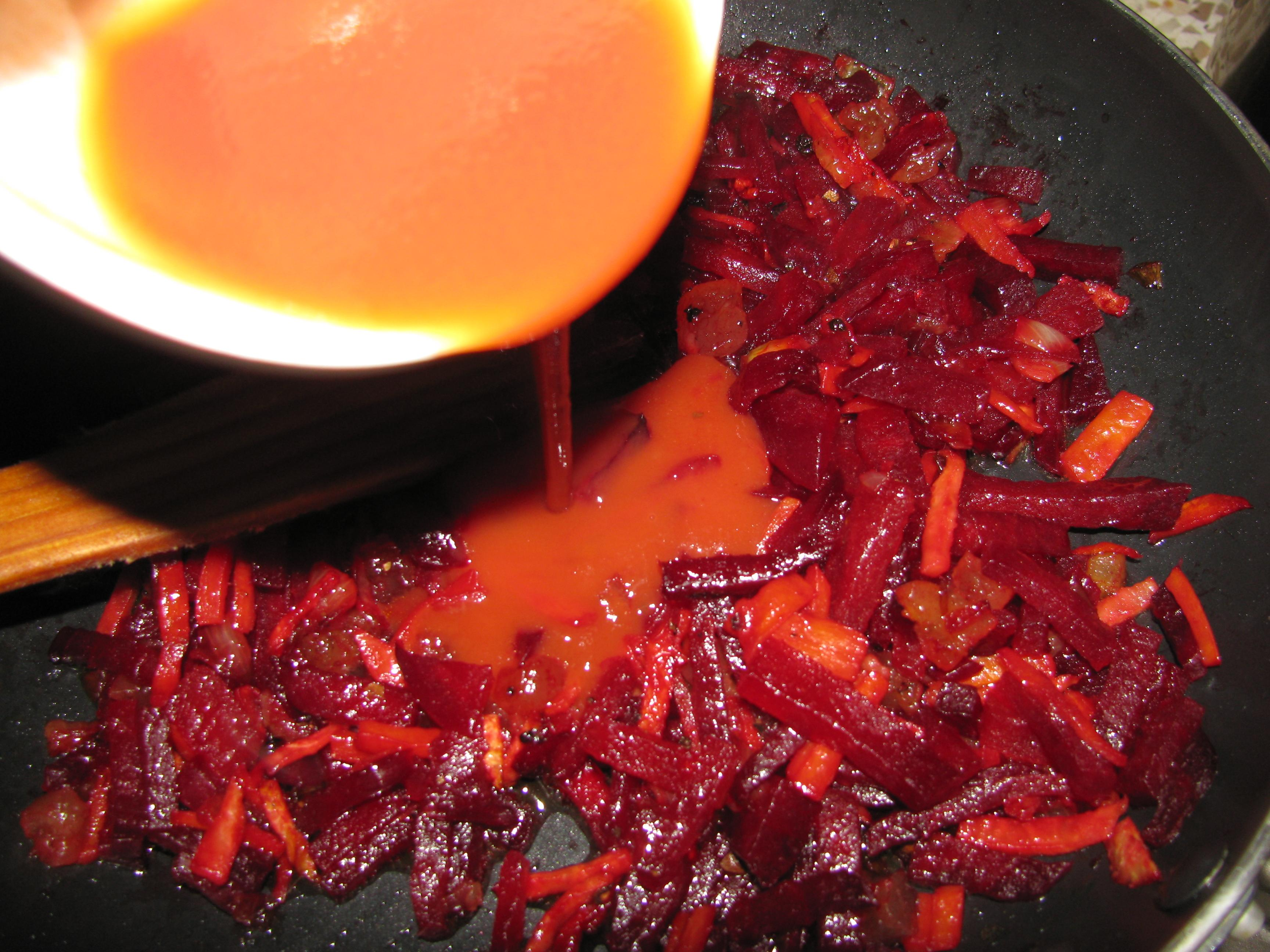
Приготування пасеровки
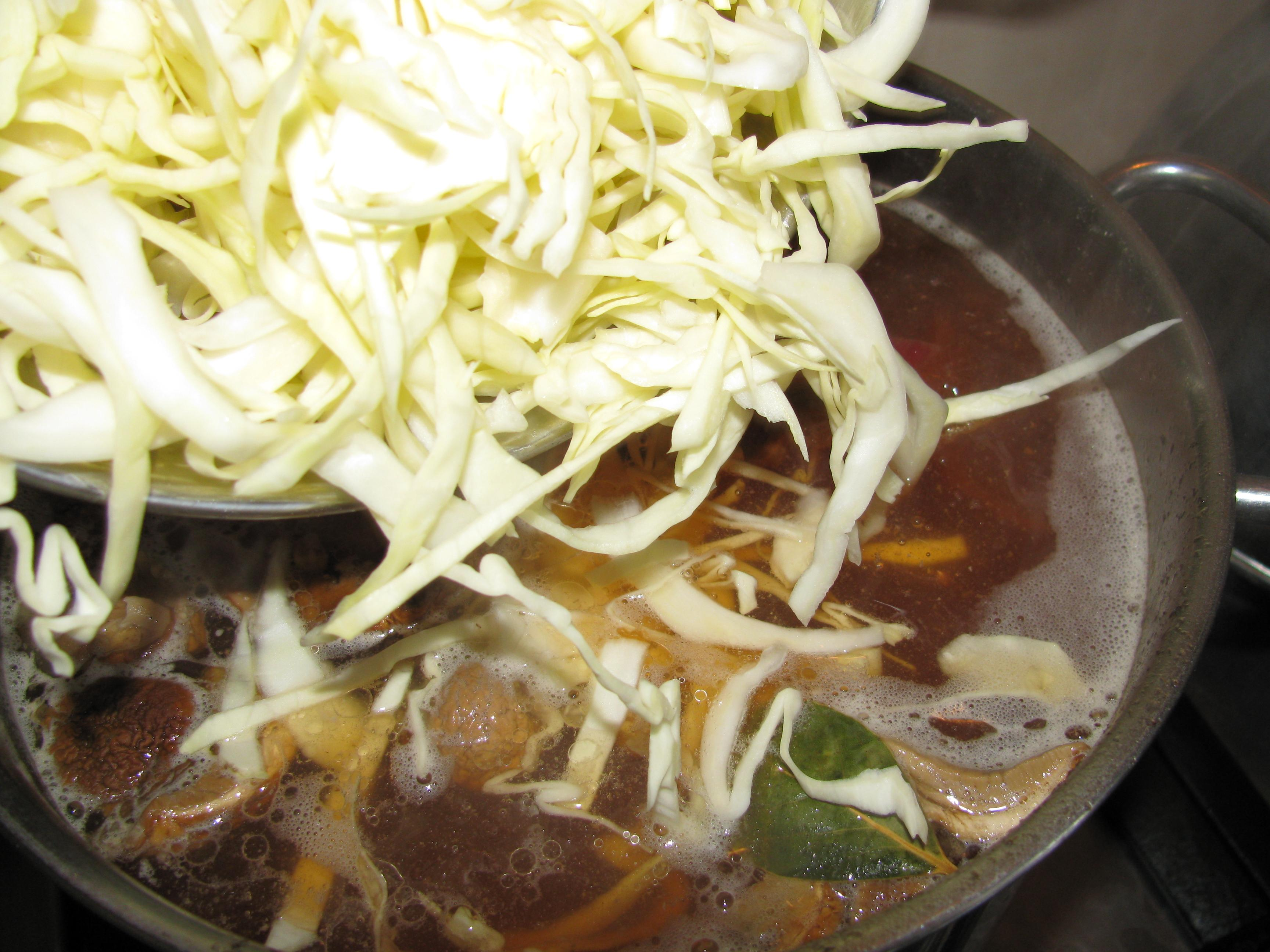
Додавання шаткованої капусти
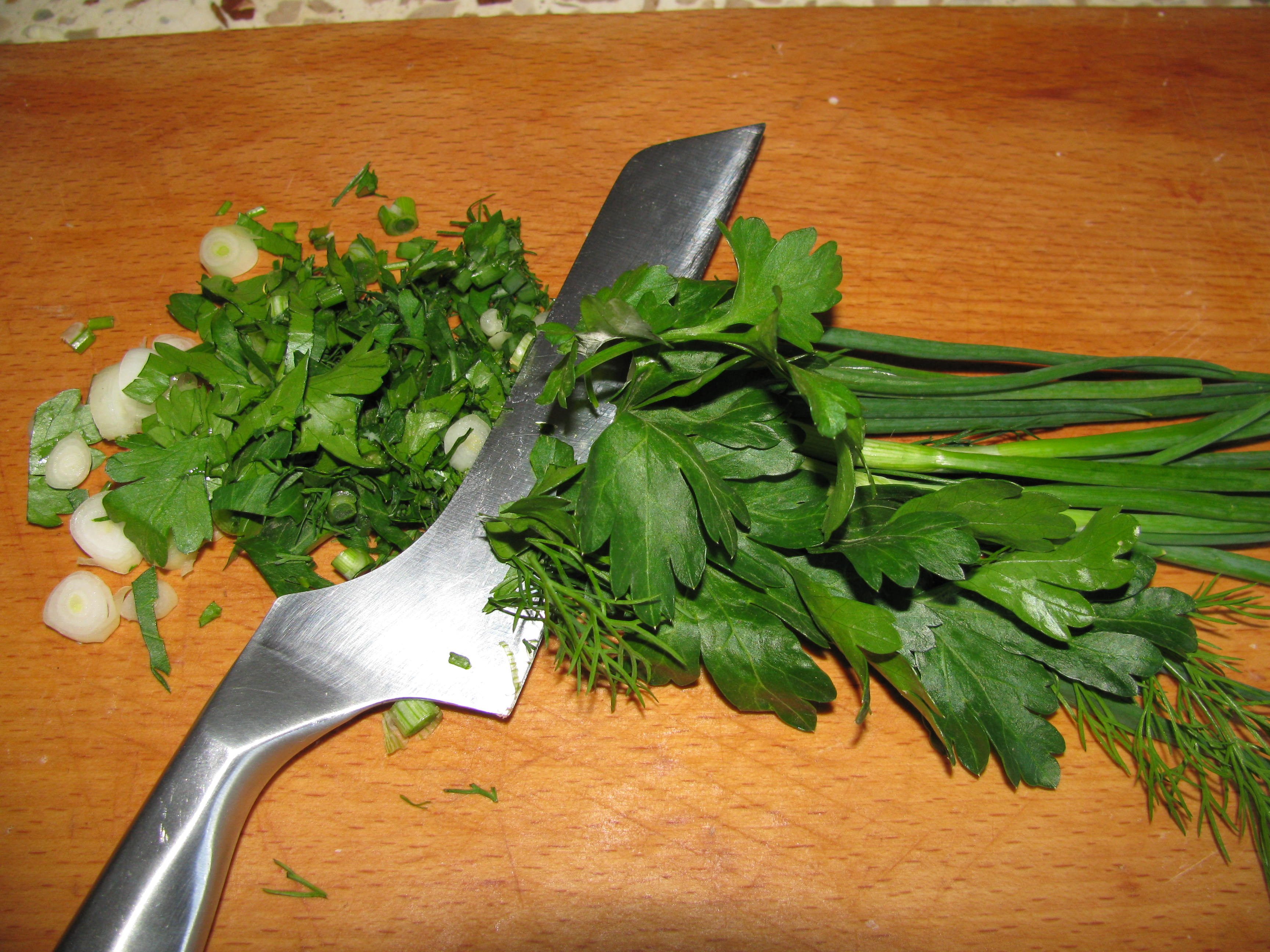
Кришена зелень
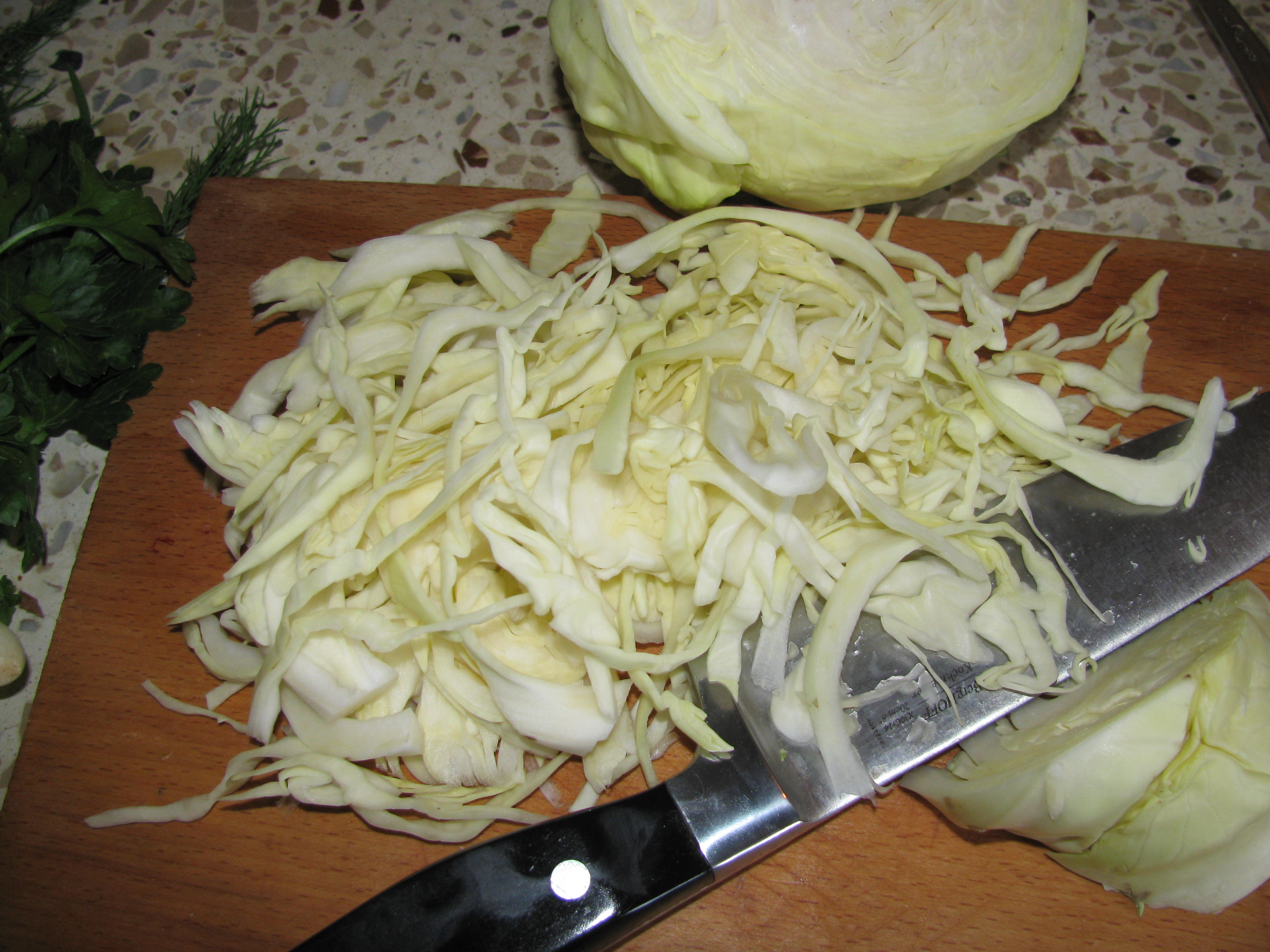
Шаткована капуста
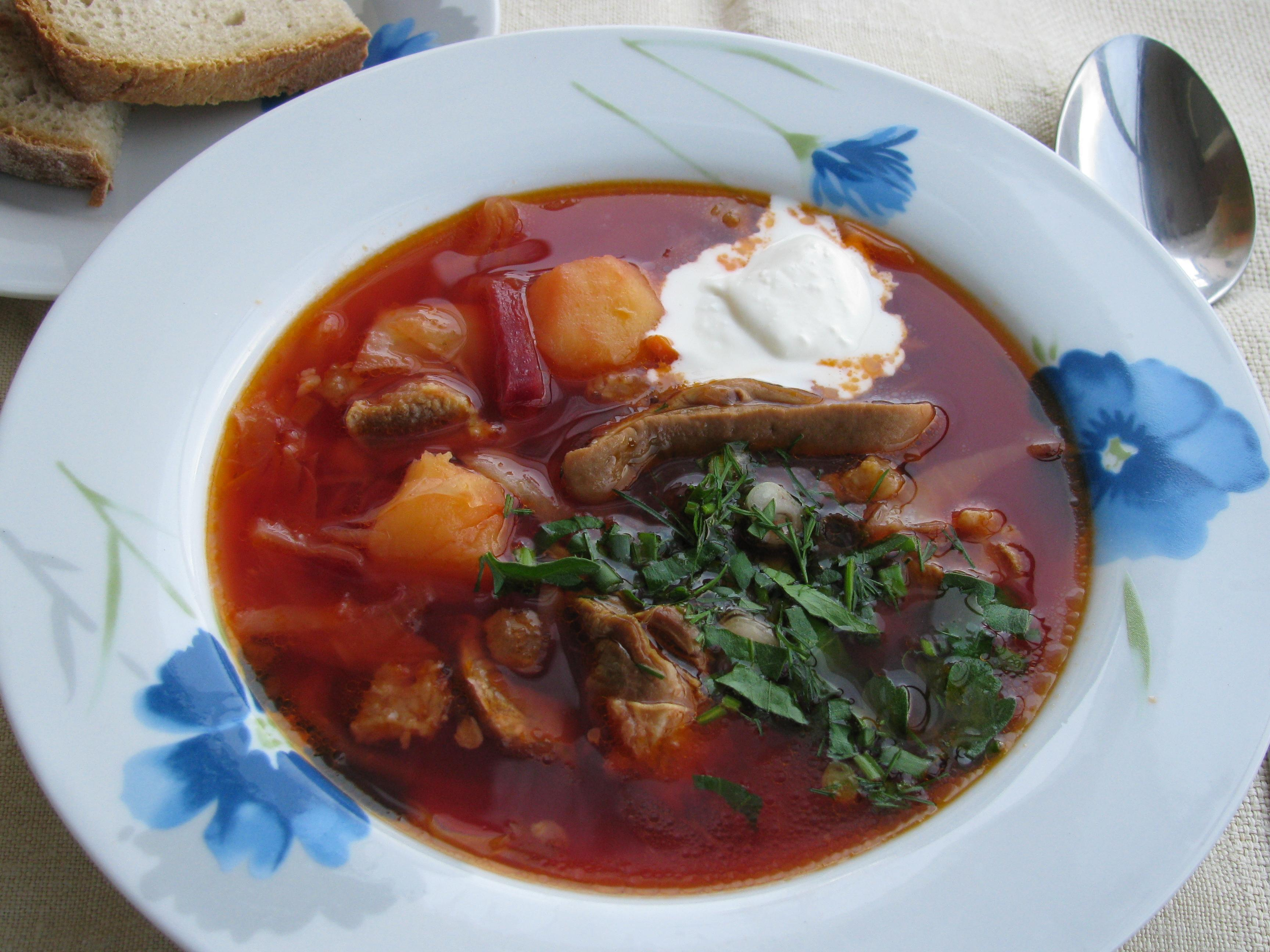
Борщ з грибами